# Millennium Stadion
A Millennium Stadion (walesiül: Stadiwm y Mileniwm), szponzorációs eseményeken Principality Stadion (walesiül: Stadiwm Principality) Wales nemzeti stadionja Cardiffban. A stadion szolgál otthonául a walesi rögbiválogatottnak és a walesi labdarúgó-válogatott is itt játssza hazai mérkőzéseit. Eredetileg az 1999-es rögbi-világbajnokságra építették, később azonban több kulturális eseménynek is otthont adott. Így például itt tartották a Tsunami Relief Cardiff elnevezésű jótékonysági eseményt, melynek célja a 2004-es indiai-óceáni cunami áldozatainak családjai megsegítésére szerveződött. De rendeztek itt szelektív szakaszt a 71st Wales Rally GB révén a Rali-világbajnokság keretein belül, és 2001 óta minden évben itt tartják meg a Speedway Grand Prix Great Britain elnevezésű autóversenyt, és számos neves előadó, együttes is koncertezett itt. A Wembley Stadion átépítése alatt hat FA-kupa-döntőnek is házigazdája volt.
A stadion tulajdonosa a Millennium Stadium plc, amely a Walesi Rögbiszövetség leányvállalata. A stadion a Bligh Lobb Sports Architecture csoport által vezetett építészek munkája, a kivitelező a John Laing Group volt. A teljes beruházás összege 121 millió fontot tett ki, ebből a Millenniumi Bizottság 46 millió font támogatást vállalt át.
A Millennium Stadiont 1999. június 26-án nyitották meg, első jelentős eseménye a Wales–Dél-Afrika rögbimérkőzés volt, 29 ezer néző előtt. A teljes befogadóképessége 74 500 fő, ezzel a harmadik legnagyobb stadion a Hat Nemzet Bajnoksága stadionjai közül a Stade de France és a Twickenham Stadion után. A teljesen behúzható tetőszerkezettel bíró stadionok közül a második legnagyobb a világon, és építésekor is csak a második volt Európában, amely ezzel a funkcióval el lett látva. Az UEFA döntése nyomán 2017. június 3-án itt rendezték a Bajnokok Ligája döntőjét. 2015-ben a Rögbiszövetség tízéves szponzorációs szerződést kötött a Principality Building Society nevű takarékpénztárral, így különböző eseményeken a stadion a Principality Stadion nevet viseli.

## Története

### Előzményei
1969-ig a Cardiff RFC rögbicsapata és Wales nemzeti rögbiválogatottja is a Cardiff Arms Parkban játszotta hazai mérkőzéseit. Az 1969–70-es szezonban a Cardiff Athletic Club és a Walesi Rögbiszövetség között létrejött megállapodás eredményeképpen új stadion építéséről született megállapodás, amelyben nemzetközi mérkőzéseket is lehet rendezni. 1984. április 7-én hivatalosan is megnyitották a Nemzeti Stadion névre átkeresztelt, a régi Cardiff Arms Park helyére épített létesítményt. 1994-ben egy újjáépítési bizottságot állítottak fel a Nemzeti Stadion újjáépítésére, miután a szövetség elnyerte az 1999-es rögbi-világbajnokság rendezési jogát.
Az 1962-ben tervezett eredeti stadion 53 000 néző befogadására volt alkalmas. Az Egyesült Királyságban akkor több nagyobb és korszerűbb létesítmény volt, így Angliában a londoni Twickenham Stadion, Skóciában pedig az edinburghi Murrayfield Stadion, míg a nagy nemzetközi riválisok közül Franciaországban ebben az időben kezdték építeni az 1998-as labdarúgó-világbajnokságra a Stade de France-t. A Nemzeti Stadion eredeti kapacitása 65 000 volt, de ez a Taylor-jelentés miatt 53 000-re csökkent. A keleti lelátón 11 000 néző tudott helyet foglalni, de a stadion kapacitását később tovább csökkentették 47 500-ra.
A kapacitásproblémákon kívül a szomszédos épületek, a Park Street, a Wood Street, keleten a Westgate Street, valamint az északi Cardiff Rugby Ground nehezen megközelíthetővé tette a stadiont, a főbejárat a Westgate utcai keleti oldalon pedig a parkolási szempontokat figyelembe véve is szűkös lehetőségeket nyújtott.
Az új stadion építési tervei közt szerepelt, hogy egy harmadik szintet húznak fel a már meglévő stadionra, de szó volt egy új helyre való áthelyezésről is. Ez utóbbi lehetőséget a tervezők hamar elvetették, mert a parkolási lehetőségek megteremtésére hatalmas területre lett volna szükség, ami súlyos rövid távú nyomást gyakorolt volna a helyi közlekedési infrastruktúrára, forgalmi dugókat és szennyezést okozva. A bizottság végül egy új stadion felépítését választotta, az eredeti Nemzeti Stadion helyén, kapacitásának jelentős növelésével. Ezt a lehetőséget támogatta a pályázatot kiíró Millenniumi Bizottság is. Ez volt a Cardiff Arms Park negyedik átépítése. Azt is eldöntötték, hogy az új stadionnak alkalmasnak kell lennie egy többcélú helyszín elhelyezésére, elsősorban rögbi- és labdarúgó-mérkőzések megrendezésére. Akkoriban ilyen stadion Európában egyedül a hollandiai Amsterdam ArenA volt, 50 000-es befogadóképességgel.
Ahhoz, hogy az Arms Park a helyén maradhasson, további helyet kellett találni, amely lehetővé tette a biztonságos megközelítést, és helyet biztosított a megnövekedett kapacitásnak és a továbbfejlesztett létesítményeknek. Ezt a szomszédos déli és keleti épületek megvásárlásával és egy új, 6 000 000 fontos beruházással érték el a Taff folyó nyugati oldalán.
1999-re a Millennium Stadium felváltotta a Cardiff Arms Park Nemzeti Stadiont, mint az ország első számú létesítménye, amely otthont adott a rögbi- és a labdarúgó-válogatott mérkőzéseinek.

### Építése

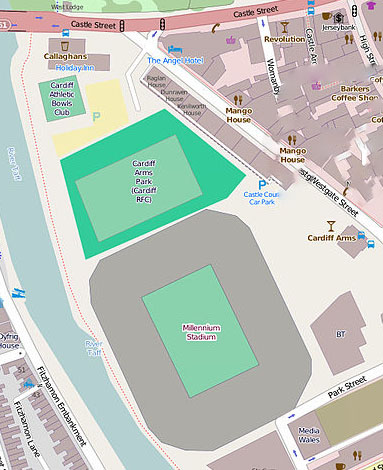
Térképen a Millennium Stadion (déli oldal) és a Cardiff Arms Park (északi oldal)

A stadiont a Bob Sheard által vezetett Bligh Lobb Sports Architecture nevű cég tervezte, amely később összeolvadt a HOK Sporttal és építészeti vállalkozásként üzemelt. A kivitelező a John Laing csoport, egy magánvállalkozású cég volt, míg Mike Otlet a stadion behúzható tetőszerkezetét tervezte. Az olaszországi Cimolai SpA gyártotta és állította fel a tartószerkezetet, amely összesen 72 acél tartópillérből és 4500 alkatrészből áll.
Több építőipari beruházás is történt a környéken, elsősorban a Park Streeten, a Wood Streeten, és a BT Group tulajdonában lévő Cardiff Empire Telephone Exchange épületében.
A stadiont 1999-ben építették a Nemzeti Stadion helyére, Steve Ager építésvezető irányítása mellett. Az 1999-es rögbi-világbajnokságra készült el, a stadionban a negyvenegy mérkőzésből hetet rendeztek, köztük a döntőt.
A stadion teljes építési költsége 12 100 000 font volt, amely magánbefektetésekből és 4 600 000 font állami támogatásból jött létre, amelyet a Millenniumi Bizottságtól folyt be. A zálogjogok eladása után a támogatók garantált jegyek fejében kamatmentes kölcsönt kínáltak, ennek ellenére az építés teljes költsége adósságot rótt a Rögbiszövetségre.
A Millennium Stadion elnevezésében szerepet játszott, hogy ekképpen ismerjék el a Millenniumi Bizottság hozzájárulását az új stadion létrejöttéhez.
A stadionban az első jelentős sportesemény a Wales–Dél-Afrika-rögbimérkőzés volt 1999. június 26-án. A hazai csapat 29-19-re nyert, ráadásul ez volt az első alkalom, hogy legyőzték az afrikai ország válogatottját.

### Átnevezése 2016-ban
2015. szeptember 8-án bejelentették, hogy a Millennium Stadion tíz évre névadói szponzorációs szerződést kötött a Principality Building Society takarékpénztárral, így ennek értelmében a stadion neve ez idő alatt Principality Stadion. A rajongók egy részében hangos ellenszenvet váltott ki a lépés.
2016. január 22-én a Millennium Stadiont hivatalosan átnevezték Principality Stadionná. A bejárat felső karéján egy új, 114 m²-es kétnyelvű névtáblát helyeztek el, majd a stadiont egy különleges esti ünnepség keretében adták át, amelyet egy rögbimérkőzés zárt le. A névváltozás a Millennium Stadion logójának megváltoztatását is jelentette. Három tervezet készült, közülük választotta ki Ryan Jones, a rögbiválogatott korábbi csapatkapitánya a végleges dizájnt. A szövetség egyik szóvivője így nyilatkozott: „Az új stadion logójának megalkotásában inspirációt jelentett a helyszín ikonikus felépítése: a négy torony, a hajlított homlokzat és a teljesen visszahúzható tető is megjelenik rajta.”

## Jellemzői

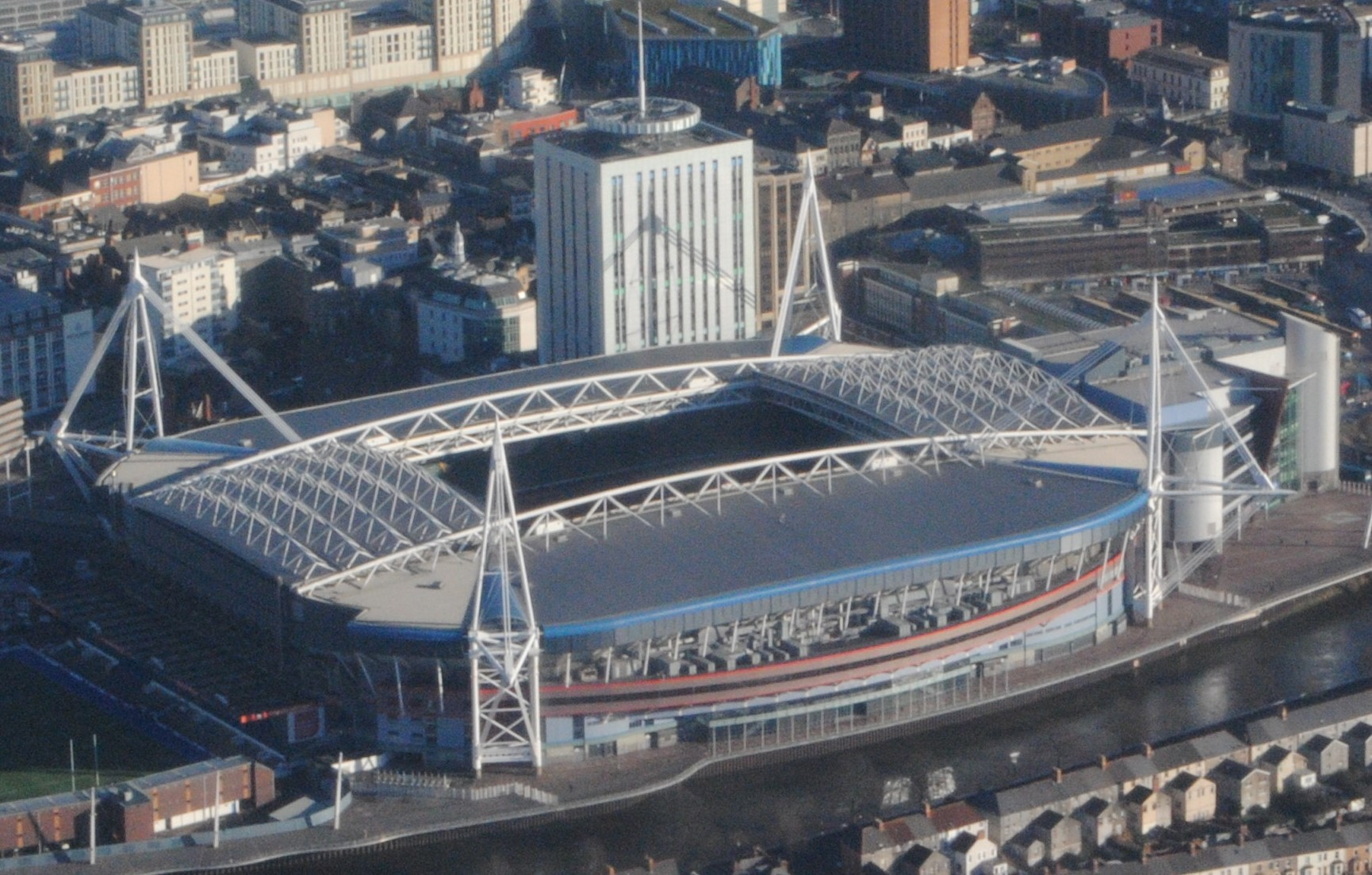
A nyitott tetejű stadion madártávlatból a négy állvánnyal

A teljes befogadóképességet tekintve a stadionban 74 500 ember fér el, a stadiont szükség esetén elhúzható tetőszerkezet védi. Ezzel a világ második legnagyobb ilyen jellegű stadionja. Különleges alkalmakkor, így például rögbimérkőzéseken plusz ülőhelyek szerelhetőek fel, amire az FA-kupa döntőjében is volt példa. Az Anthony Joshua Carlos Takam elleni ökölvívó-mérkőzését 78 000 néző tekintette meg 2017. október 28-án, ahol Joshua sikeresen megvédte a WBA, az IBF és az IBO bajnoki címét.
A GreenTech ITM által telepített moduláris rendszer beépített öntöző- és vízelvezető rendszert is tartalmaz. A pályát magát 7412 modulra helyezték, amelyek mozgathatóak, így a stadion koncertekre, kiállításokra és egyéb rendezvényekre is alkalmas. 2014 májusában a stabilitási gondok miatt ezt egy rugalmasabb, szövött, homokos Desso-szurokkal helyettesítették.
A játéktér négy sarkában helyezkedik el a stadion négy állványa. A déli állványt korábban Hyder állványnak nevezték. A stadionnak három szintje van, kivéve az északi standot, amely két szinttel rendelkezik. Az alsó sorban mintegy 23 500, a középső szinten 18 000, a felső sorban pedig 33 000 nézőt tudnak fogadni.

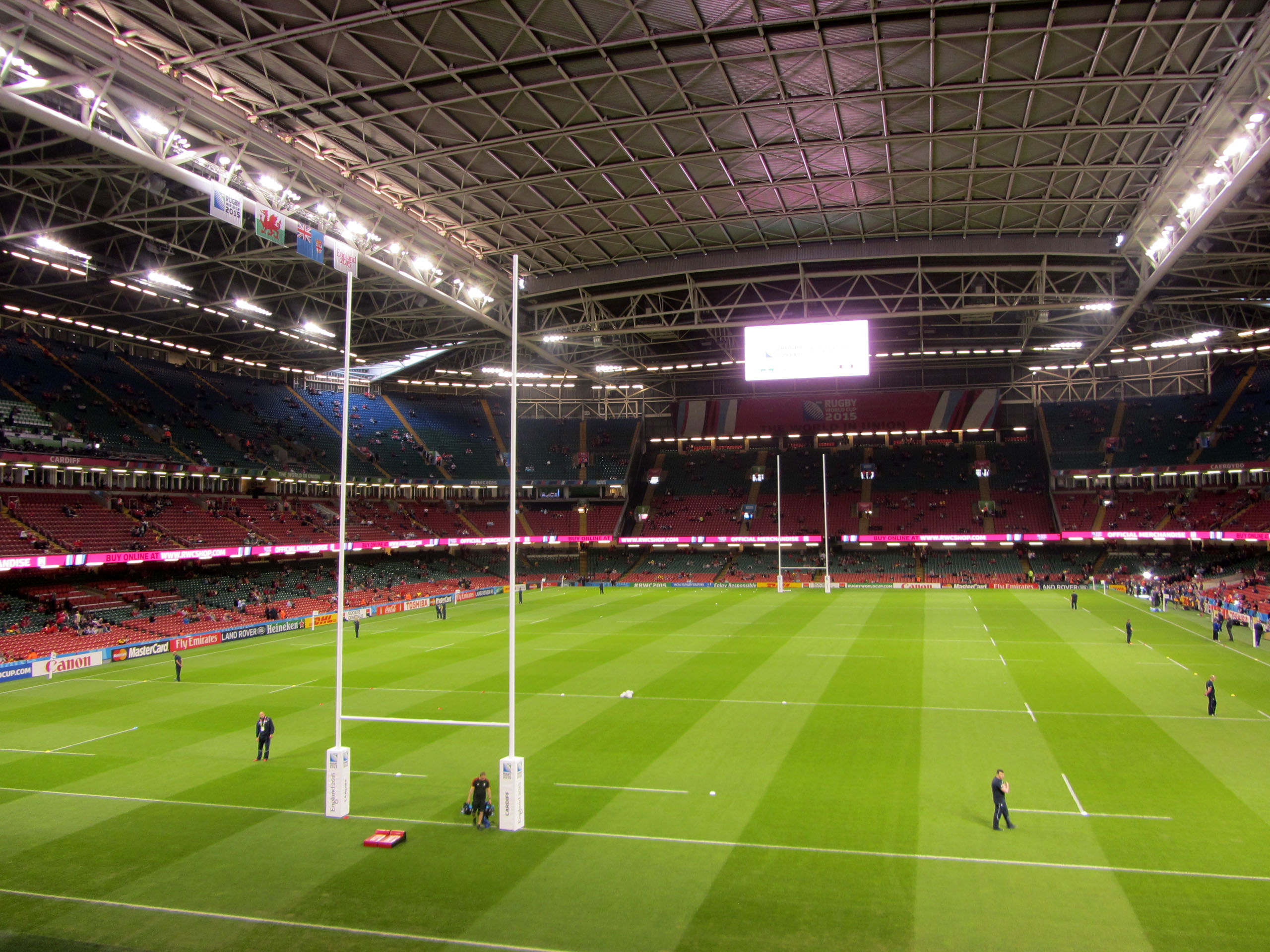
A fedett stadion belülről

A stadion építésére kijelölt hely némileg korlátozott volt, mivel a Cardiff Arms Park közelében lévő szomszédos kisebb stadionban található a Cardiff Rugby Club otthona. A Rögbiszövetség nem tudott elegendő támogatást biztosítani ahhoz, hogy az északi standot az új stadionba foglalják, és a Millenniumi Bizottság nem engedélyezte, hogy forrásait bármilyen módon egy a Cardiff RFC számára építendő új stadionra költsék. A Rögbiszövetség és a CRFC tárgyalásai a Cardiff Arms Park finanszírozását illetően nem vezettek eredményre.
A stadion négy, egyenként 90,3 méteres (296 láb) oszlopra épült, 56 000 tonna betonból és acélból, 124 vendéglátó-lakosztállyal és 7 vendéglátó-helyiséggel, 22 bárral, 7 étteremmel, 17 elsősegélynyújtó helyiséggel, 12 mozgólépcsővel és 7 lifttel. A stadion területére hét bejáraton lehet belépni, a főbejárat a Castle Streetről (északon) nyílik, a 2. és a 3. kapu a Westgate utcáról (keleten), a 4. kapu biztonságosan csak a Westgate utcán keresztül, az 5. kapu a Park Street-en keresztül (délen), a 6. és 7. kaput a Millennium Pláza (délen is) felől megközelíthető.
A felújítási folyamat magában foglalta a Nemzeti Stadion régi északi állványának felváltását egy új, a Millennium Stadion állványaiéhoz hasonlóra.
A stadionban minden helyiségben vannak italbárok, amelyekben a legmagasabb szinten szolgálják ki a vendégeket. Érdekesség, hogy a Wales–Franciaország-mérkőzésen 63 000 szurkoló 77 184 pint sört fogyasztott el, kétszer annyit, mint a hasonló befogadóképességgel bíró Twickenham Stadionban.
2015 májusában Gareth Davies, a Rögbiszövetség elnöke bejelentette, hogy a stadionba új székeket szerelnek fel és ezzel egy időben a régi ülőhelyeket is kicserélik. A várhatóan 4-5 millió fontos beruházás 2018-ban ér véget.

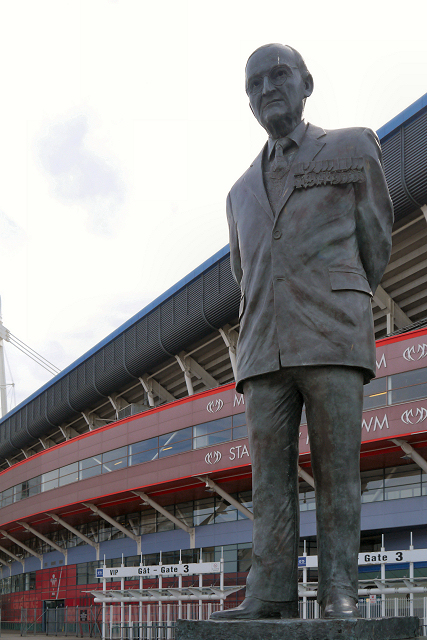
Sir Tasker Watkins szobra

### Sir Tasker Watkins szobra
Sir Tasker Watkins 1993 és 2004 között volt a Rögbiszövetség elnöke. Tiszteletére az épülő stadion előtt felállították 2,7 méter magas bronzszobrát, Roger Andrews szobrász művét. A költségeket fele-fele arányban, 50 000 font értékben a walesi kormány és Cardiff város tanácsa állta. 2009. november 15-én lánya, Mair Griffith-Williams avatta fel.

## Használata
A nemzetközi rögbi- és labdarúgó-mérkőzések mellett a Millennium Stadion számos sportág versenyének adott már otthont. 2003 és 2005 között három alkalommal a rögbi Challenge-kupa döntőinek, a 2013-as rögbivilágkupának, és a walesi rögbiválogatott hazai mérkőzéseinek. Emellett ökölvívó- és krikettmérkőzéseket, autóversenyeket is rendeznek itt, illetve több nagyszabású koncert helyszínéül szolgált már felépítése óta. 2002. október 4–5-én itt zajlott le a Pertemps Power Cricket Cup elnevezésű krikettmérkőzés is.

### Rögbi

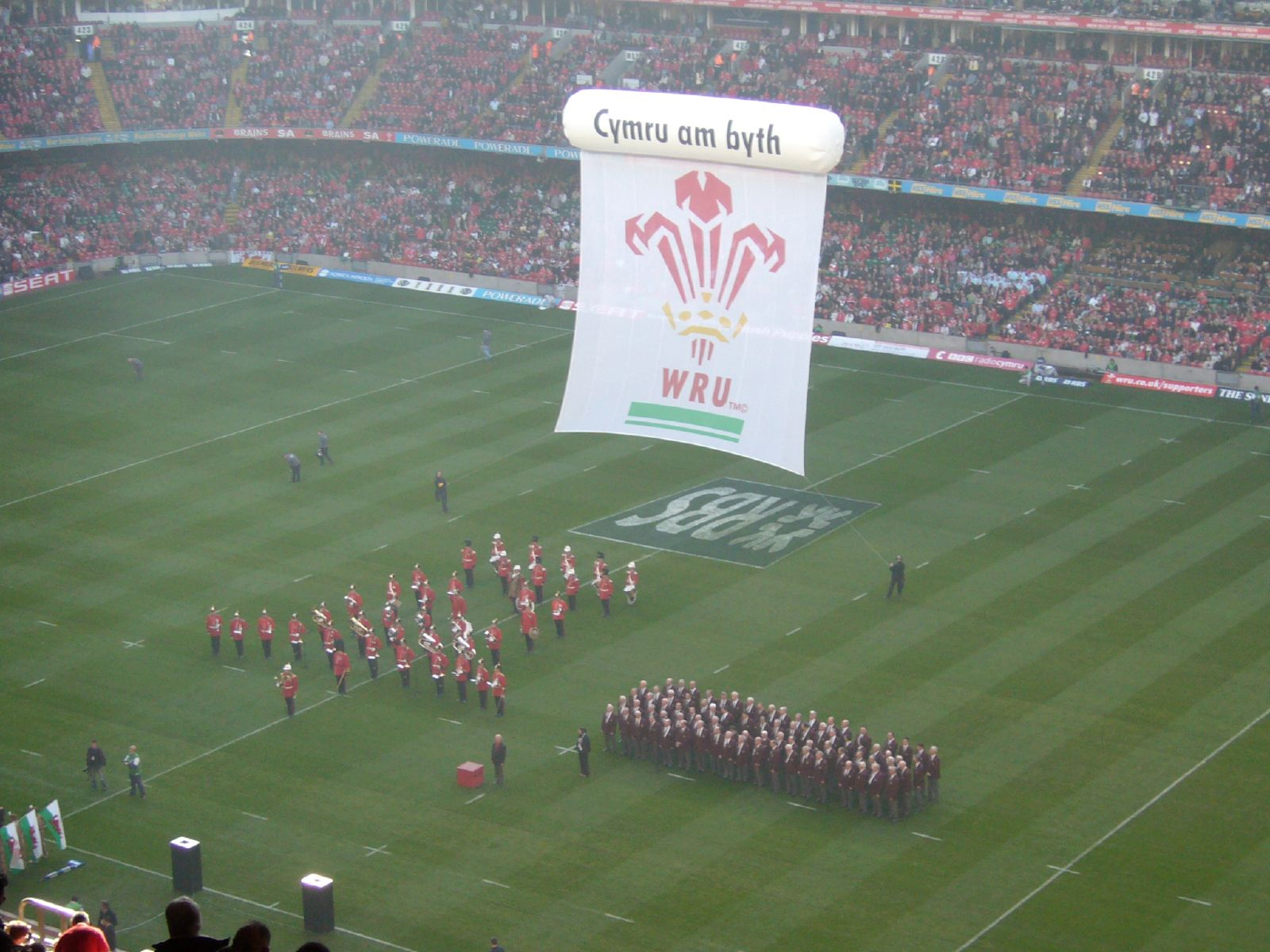
Wales és Skócia mérkőzésének felvezetése a 2008-as Hat Nemzet Bajnoksága sorozatban

A stadion a Walesi Rögbiszövetség tulajdona, a walesi rögbiválogatott otthonául szolgál. Itt rendezik a Hat Nemzet Bajnoksága mérkőzéseit, de a Millennium Stadion ötször volt már házigazdája a Heineken-kupa döntőjének. A helyszín, beleértve a Nemzeti Stadiont is, összesen hét alkalommal adott otthont a kupa fináléjának.
- 2002 Leicester Tigers 15 – 9 Munster[46]
- 2006 Munster 23 – 19 Biarritz[47]
- 2008 Toulouse 13 – 16 Munster[48]
- 2011 Leinster 33 – 22 Northampton[49]
- 2014 Toulon 23 – 6 Saracens[50]

2006-ban és 2007-ben a Pro14 elnevezésű sorozat és az angol-walesi kupa mérkőzéseinek is otthont adott. 2013 óta itt rendezik az előbbi sorozat döntőjét is, ami a Judgment Day, azaz az ítélet napja nevet viseli. A 2015-ös döntőt 52 562 néző tekintette meg, ez a rekord a sorozat történetében.
A stadion szolgált helyszínéül a brit és ír rögbi-válogatottak új-zélandi turnéja első meccsének 2005-ben, amikor Wales 25-25-ös döntetlent ért el az argentin válogatott ellen.
2011. március 30-án a stadion első alkalommal fogadta a Cardiffi Egyetem és a Swansea-i Egyetem közti Welsh Varsity néven ismertté vált sportsorozat rögbimérkőzésén a két csapatot. A rendezvény 2016-ban ünnepelte 20. évfordulóját.
A stadion az 1999-es rögbi-világbajnokságra készült el, de a 2007-es rögbi-világbajnokság három csoportmérkőzését és egy negyeddöntőjét (Új-Zéland–Franciaország 18-20) is itt tartották meg. 2011. október 15-én a stadion megnyílt a szurkolók előtt, akik jegyvásárlás nélkül, kivetítőn tekinthették meg a 2011-es világbajnokság Wales–Franciaország-elődöntőjét, amelyet az Eden Parkban, Aucklandben, Új-Zélandon tartottak. Ugyanez történt a Wales–Ausztrália bronzmérkőzésen is. Wales mindkét találkozón vereséget szenvedett és a negyedik helyen végzett a tornán.
A 2015-ös rögbi-világbajnokság során a stadion hat csoportmérkőzésnek és két negyeddöntőnek volt házigazdája.
| Év   | Mérkőzés      | Hazai csapat  | Végeredmény | Vendég csapat | Nézőszám |
| ---- | ------------- | ------------- | ----------- | ------------- | -------- |
| 1999 | D-csoport     | Wales         | 23–18       | Argentína     | 72 500   |
| 1999 | D-csoport     | Wales         | 64–15       | Japán         |          |
| 1999 | D-csoport     | Wales         | 31–38       | Szamoa        | 70 849   |
| 1999 | D-csoport     | Argentína     | 33–12       | Japán         |          |
| 1999 | Negyeddöntő   | Wales         | 9–24        | Ausztrália    | 74 499   |
| 1999 | Bronzmérkőzés | Dél-Afrika    | 22–18       | Új-Zéland     | 50 000   |
| 1999 | Döntő         | Ausztrália    | 35–12       | Franciaország | 72 500   |
| 2007 | B-csoport     | Wales         | 20–30       | Ausztrália    | 71 022   |
| 2007 | B-csoport     | Fiji          | 29–16       | Kanada        | 45 000   |
| 2007 | B-csoport     | Wales         | 72–18       | Japán         | 35 245   |
| 2007 | Negyeddöntő   | Új-Zéland     | 18–20       | Franciaország | 71 669   |
| 2015 | A-csoport     | Wales         | 54–9        | Uruguay       | 71 887   |
| 2015 | A-csoport     | Ausztrália    | 28–13       | Fiji          | 67 253   |
| 2015 | A-csoport     | Wales         | 23–13       | Fiji          | 71 576   |
| 2015 | C-csoport     | Új-Zéland     | 43–10       | Grúzia        | 69 167   |
| 2015 | D-csoport     | Írország      | 50–7        | Kanada        | 68 523   |
| 2015 | D-csoport     | Franciaország | 9–24        | Írország      | 72 163   |
| 2015 | Negyeddöntő   | Új-Zéland     | 62–13       | Franciaország | 71 619   |
| 2015 | Negyeddöntő   | Írország      | 20–43       | Argentína     | 72 316   |

2003 és 2005 között a stadion három Challenge-kupa-döntőt rendezett, amelyet azelőtt rendszerint a Wembleyben játszottak. 2003-ban a Bradford Bulls legyőzte a Leeds Rhinost 22-20-ra 71 212 rajongó előtt. A St. Helens RFC 2004-ben 73 734 szurkoló előtt vereséget szenvedett a Wigan Warriors, míg a Hull FC 2005-ben legyőzte a Leeds csapatát 25-24-re 74 213 szurkoló előtt, amely új nézőcsúcsot jelentett.
2007-ben a stadion adott otthont az akkor alakuló Magic Weekendnek. Ez egy kétnapos rendezvény volt májusban, amikor három-három Szuperliga-mérkőzést játszottak szombaton és vasárnap. A rendezvényt sikeresnek tartotta a sport irányító testülete, a Rögbiliga és a második, 2008-as eseményt is itt tartották, bár a 2009-es és 2010-es eseményeket a Murrayfield Stadionban rendezték meg. 2011-ben a Magic Weekend a Szuperliga nyitókörében került megrendezésre, immár újra Cardiffban.
2013. október 26-án, szombaton a Millennium Stadion adott otthont a világkupa nyitóünnepségének, majd a torna első két találkozójának.

### Labdarúgás
2000 és 2011 között a stadion volt a walesi válogatott állandó otthona. A Millennium Stadionban játszották a Sárkányok a hazai mérkőzéseik túlnyomó részét, évente csak egy vagy két barátságos találkozót rendeztek a Racecourse Groundon, a Racecourse Stadionban vagy a Liberty Stadionban. Az első találkozót Finnország ellen játszották 2000-ben, amit több mint 66 000 néző tekintett meg a helyszínen. 2011 óta a legtöbb otthoni találkozót a nemzeti csapat a Cardiff City otthonában, a Cardiff City Stadionban játszotta.
Míg a Millennium Stadion építés alatt állt, az eredeti Wembley Stadion otthont adott a rögbiválogatottnak is, 2001-től pedig, az új Wembley Stadion építése alatt a Millennium adott otthont a jelentősebb labdarúgó- és rögbimérkőzéseknek.
- FA-kupa-döntőknek
- Ligakupa-döntőknek
- Football League Trophy döntőknek
- Az angol másodosztály Play-offjának döntőmérkőzésének
- A Szuperkupa-találkozóknak
- Challenge-kupa-döntőknek

A stadion hírhedt volt arról, hogy a pályaválasztó csapat sikerét hozza. Az itt rendezett első tizenegy kupadöntő mindegyikét a papíron hazainak kikiáltott csapat nyerte meg. A Stoke City 2002-ben megverte Brentfordot 2-0-ra, megtörve ezzel az "átkot", minek következtében a karrierjét akkor befejező Paul Darby Fengsuj áldást mondott a pálya gyepszőnyegére.
2001-ben a Liverpool volt az első csapat, amely itt nyerte meg az FA-kupát, miután 2-1-re legyőzte az Arsenal csapatát. A Liverpool 2006-ban itt győzte le a West Ham United csapatát is, szintén az FA-kupa döntőjében. 3-3-as döntetlent követően tizenegyesekkel alakult ki a végeredmény, ezt a kupadöntőt a mai napig "a modern kor legjobb kupadöntője" jelzővel illetik.
2003-ban a Football League harmadik osztálybeli play-offjában a Bournemouth legyőzte a Lincoln City-t, mégpedig 5-2-re, így új rekordot állított fel az egy mérkőzésen rúgott legtöbb gól tekintetében.
2003-ban a Walesi labdarúgó-szövetség bejelentette, hogy a stadion ad otthont a szezon végén a Bajnokok Ligája döntőjének. Ugyan az Európai Labdarúgó-szövetség ötcsillagos értékelést adott a stadionnak, a döntőt végül a manchesteri Old Trafford rendezte.
2015. június 30-án a 2017-es döntő rendezési jogát már megítélték a stadionnak, a találkozón 2017. június 3-án a spanyol Real Madrid 4-1-re győzte le az olasz Juventust.
A 2012-es londoni olimpián a labdarúgótorna egyik helyszínéül szolgált. Itt rendezték a Nagy-Britannia – Új-Zéland női nyitómérkőzést, valamint további négy csoportmérkőzést a női tornán, valamint három csoportmeccset, egy negyeddöntőt és a bronzmérkőzést férfiaknál.

### Ökölvívás

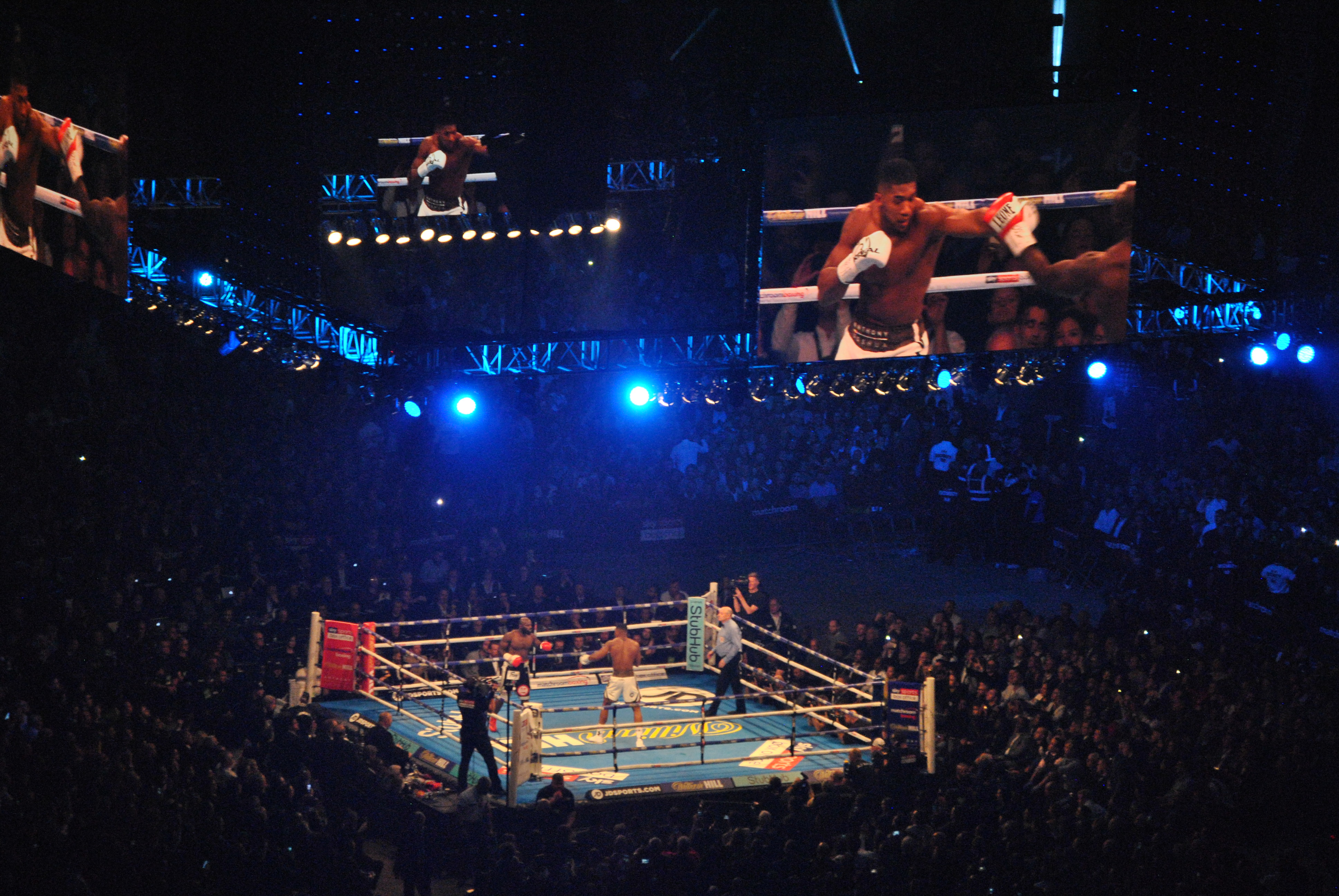
Anthony Joshua vs Carlos Takam

Négy alkalommal rendeztek ökölvívó-mérkőzést a stadionban.
2006. július 8-án Matt Skelton legyőzte Danny Williamst a Commonwealth nehézsúlyú címéért folytatott küzdelemben, 2007. április 7-én pedig Joe Calzaghe megverte Peter Manfredót, hogy megtartsa a Bokszvilágszervezet nagyközépsúlyú övét. 2007. november 3-án Calzaghe Mikkel Kessler ellen védte meg újra övét és nyerte el egyúttal a Bokszvilágszövetség és a Bokszvilágtanács bajnoki övét is. 2017. október 28-án Anthony Joshua sikeresen megtartotta a Bokszvilágszövetség, az IBF és IBO nehézsúlyú övét, miután a 10. menetben pontozásos győzelmet aratott a francia Carlos Takam ellen.

### Motorsport

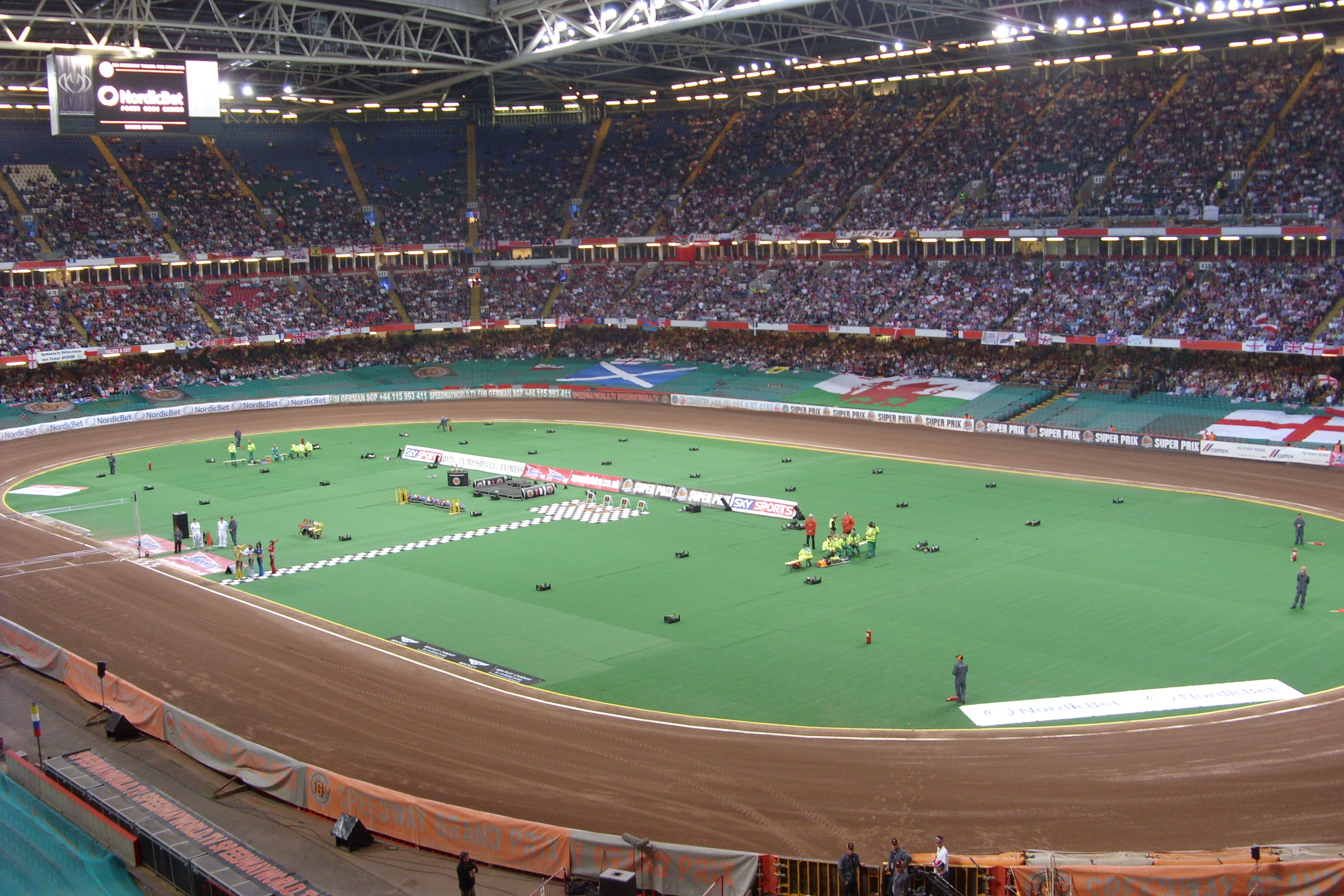
A 2008-as Speedway Grand Prix

2001-ben rendezték itt az első motorsportversenyt Speedway Grand Prix Nagy-Britannia néven, amelyet mind a mai napig megtartanak és 2010-ben rekordnagyságú, 44 000 000 fontos bevételt hozott a rendezőknek. A stadiont ilyenkor ideiglenesen átalakítják, az ülőhelyeket megsüllyesztik, míg a játékteret versenypályává építik át.
2005 szeptemberében a stadion volt a házigazdája a rali-világbajnokság keretein belül megrendezett Wales-rali egy szakaszának. Ezenkívül a stadionban rendeznek motokrossz versenyeket is. 2007 októberében vendégül látta a Monster Jam teherautós szériáját is, majd 2008-tól 2010-ig és 2016-ban vendégül látta a turné résztvevőit.

### Film
A stadiont alkalmanként filmek és televíziós produkciók forgatásának helyszínéül is használták. A BBC tudományos-fantasztikus sorozata, a Ki vagy, doki? egyik 2005-ös epizódját is itt vették fel. A széria karácsonyra készült különleges epizódjának, A karácsonyi invázió című rész egyes felvételeit a stadion föld alatti részén vették fel. A terület a filmben a Londoni Tower föld alatti UNIT-központként lett bemutatva. A Néha öröm, néha bánat című romantikus filmdrámát is itt forgatták. A Wembley Stadion filmbeli jeleneteit vették fel a stadionban, úgy hogy a külső felvételek az eredeti Wembleyben lettek felvéve, míg a stadionban játszódó jeleneteket Cardiffban forgatták, ami miatt az effektek jórésze szerkesztett a filmben, hogy a Millennium Stadion minél jobban hasonlítson a Wembleyre.
Sébastien Foucan Parkour című dokumentumsorozatának "Jump Britain" című epizódjában átugrik tetejének nyílásai felett.

### Lovastusa
2008. november 30-án Express Eventing Nemzetközi Kupa, melynek célja különböző sportágak népszerűsítése, keretében lovastusát tartottak a stadionban. Az egy nap alatt lebonyolított verseny három fő száma a díjlovaglás, a lovasugrás és a díjugratás voltak, az eseményt pedig Oliver Townend nyerte meg.

### Koncertek

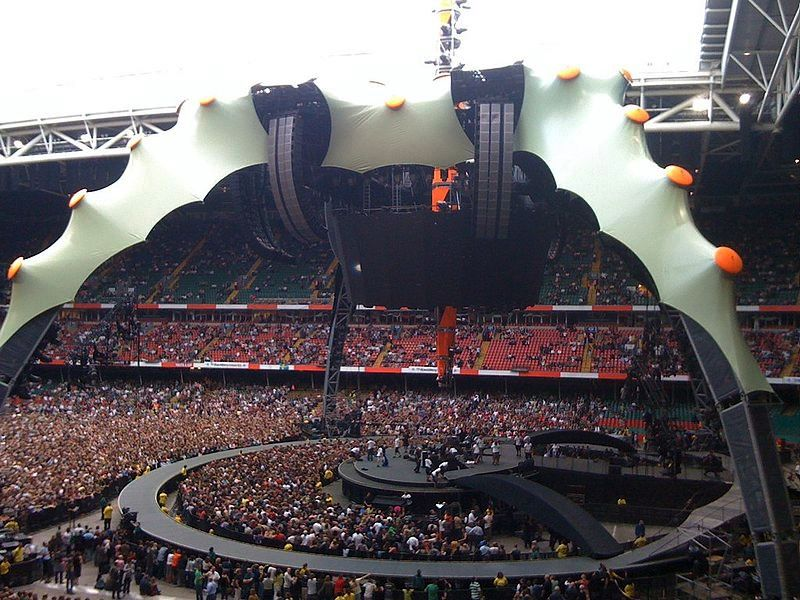
A U2 U2 360° Tour turnékoncertje

A stadion számos zenei rendezvénynek is otthont adott, így például a millenniumi Manic Street Preachers koncertnek 2000-ben, majd a BBC Dicséretes dalok elnevezésű, televíziós vallási produkciójának, amely műsort 60 000 néző tekintett meg a helyszínen. Ugyanebben az évben Tina Turner is fellépett itt Twenty Four Seven Tour elnevezésű koncertturnéja keretében. 2001 júliusában a Stereophonics walesi rockegyüttes lépett fel, erről a koncertről DVD-n jelent meg bővebb összefoglaló, nem sokkal a dobos, Stuart Cable 2003-as halálát követően.
Bon Jovi a One Wild Night Tour nevű turnéjának keretében koncertezett a Millennium Stadionban, 2005 januárjának végén pedig Eric Clapton szervezésében tartottak jótékonysági koncertet a 2004-es indiai-óceáni cunami áldozataira emlékezve és családjaik megsegítésére. 2006 júliusában Madonna adott koncertet, majd 2008 augusztusában újból fellépett itt a Sticky & Sweet Tour keretein belül. További fellépők és turnézók voltak még Robbie Williams, a U2, a Red Hot Chili Peppers és a Rolling Stones.
Paul McCartney és a Police az Up and Coming Tour, illetve a Reunion Tour turnék keretein belül léptek fel a stadionban, 2005 végén pedig az Oasis adott koncertet, majd tért vissza 2009-ben. 2009. augusztus 22-én az U2 ismét a stadionban játszott, a U2 360 ° Tour turnésorozat egyik európai állomásaként. A koncertet 73 354 néző látta a helyszínen.

### Konferenciák
A stadion a Compass csoporton keresztül kínál konferenciatermeket. A létesítmények hat egyénileg tervezett társalgó és 124 hangulatos exkluzív lakosztállyal várja vendégeit.

## Fordítás
- Ez a szócikk részben vagy egészben  a   Millennium Stadium című angol Wikipédia-szócikk ezen változatának fordításán alapul.  Az eredeti cikk szerkesztőit annak laptörténete sorolja fel. Ez a jelzés csupán a megfogalmazás eredetét és a szerzői jogokat jelzi, nem szolgál a cikkben szereplő információk forrásmegjelöléseként.